# Manuae (Frans-Polynesië)
Manuae (ook wel Scilly, Putai, of Fenua ura genoemd) is een atol in de Stille Oceaan, dat deel uitmaakt van de Benedenwindse Eilanden (Frans-Polynesië). Het ligt ongeveer 550 kilometer ten westen van Papeete en 350 kilometer ten westen van Bora Bora. Het atol werd in 1767 ontdekt door Samuel Wallis.
Bovenwindse Eilanden:
Maiao ·
Mehetia ·
Moorea ·
Tahiti ·
Tetiaroa
Benedenwindse Eilanden:
Bora Bora ·
Huahine ·
Manuae ·
Maupihaa ·
Maupiti ·
Motu One ·
Raiatea ·
Tahaa ·
Tupai